# Forgeage liquide
Le forgeage liquide ou squeeze casting est une technique qui permet de réaliser des pièces métalliques en alliage d'aluminium coulé sous très haute pression. Ce procédé est principalement utilisé dans l’industrie automobile. 
Cette technique se subdivise en deux procédés : 
- le procédé direct qui est le procédé d’origine : le moule, conçu comme pour le matriçage, est monté sur une presse verticale de forge. Le métal est coulé directement dans l’empreinte.
- le procédé indirect est dérivé de la coulée sous pression : il utilise les mêmes presses et la même technique pour les moules. Cependant, il diffère par le fait que l'injection se fait à des vitesses beaucoup plus faibles et que le système d’alimentation est très différent du moulage sous pression, ce qui permet de masselotter selon le même principe qu’en moulage par gravité et avec une efficacité accrue en raison de l’application de la pression.